# 다르코 판체프
다르코 판체프(마케도니아어: Дарко Панчев, 1965년 9월 7일 ~ )는 전 유고슬라비아와 마케도니아 공화국의 전 축구 선수이다. 포지션은 공격수였다.

## 클럽 경력

### FK 바르다르
판체프는 1982년 FK 바르다르에서 프로 선수로 입단해 곧 유고슬라비아 1부 리그에서 공포적인 공격수로 성장했고, 1983-84시즌 19골로 리그 득점왕을 차지하였다.

### FK 츠르베나 즈베즈다
판체프는 1988년 여름 FK 츠르베나 즈베즈다로 이적해 4년동안 뛰며 91경기 94골이라는 놀라운 기량을 보여주었다. 1991년 유러피언컵과 인터콘티넨털컵에서 우승을 차지하였다.
1990년대 초반, 그는 세계에서 최고의 스트라이커로 널리 인정받았다. FK 츠르베나 즈베즈다의 팬들은 판체프를 유러피언컵 1990-91 결승전 승부차기에서 골을 넣은 선수로 기억하고 있는데, 그 득점으로 인하여 FK 츠르베나 즈베즈다는 50년 역사상 처음으로 명망 있는 트로피를 들어 올렸다.
그는 1990-91시즌 34골을 넣어 유러피언 골든슈를 수상하는 것이 확실시됐으나 UEFA가 키프로스에서 많은 득점을 올린 것을 수상히 여겼고 결국 이 시즌은 비공식 시즌으로 간주되어 상을 수상하지 못했지만, 15년 뒤 2006년 8월 3일 스코페에서 미셸 플라티니, 드라간 스토이코비치, 드라간 자이치 등이 참석한 가운데 상을 수상하였다.

### FC 인테르나치오날레 밀라노
판체프는 1992년 여름 인테르나치오날레 밀라노로 이적했으나, 그의 실력은 기대 이하였다. 그는 단지 리그 12경기에 나와 1골을 기록하였다. 그는 1994년 1월 VfB 라이프치히로 임대 이적하여 10경기 2골을 기록하였다. 그의 부진한 실력 때문에 팬들은 그를 "쓰레기통(bidone)"이라고 불렀다. 판체프는 1995년 포르투나 뒤셀도르프로 이적했고, 1997년 FC 시옹에서 은퇴하였다.
현재 마케도니아 공화국 축구 협회에서 일하고 있다. 2006년 7월에 FK 바르다르의 체력 코치로 이름을 올렸다.

## 국제무대 경력
판체프는 1984년부터 1991년까지는 유고슬라비아 축구 국가대표팀에서, 1993년부터 1995년까지는 마케도니아 공화국 축구 국가대표팀에서 활약했다. 그는 총 33경기에 나와 18골을 넣었다. 1990년 FIFA 월드컵에 출전해 아랍에미리트전에서 2골을 넣어 4-1 승리에 일조하였다. 2003년 11월 UEFA 주빌리 어워드를 수상하였다.